# Sint-Mauritiuskerk (Heimersheim)
De Sint-Mauritiuskerk (Duits: Sankt Mauritiuskirche) in de Duitse plaats Heimersheim, een stadsdeel van Bad Neuenahr-Ahrweiler, is een laatromaanse basiliek uit de 13e eeuw. In het koor zijn nog oorspronkelijke glas-in-loodramen bewaard gebleven, die tot de oudste gebrandschilderde glazen van Duitsland horen. Sinds 2006 wordt de Mauritiuskerk omvangrijk gerestaureerd.

## Geschiedenis
In de middeleeuwen behoorde Heimersheim tot de belangrijke plaatsen aan de benedenloop van de Ahr. Van de oude stadsmuren bleven slechts enkele delen bewaard. Uit deze periode dateert ook de Sint-Mauritiuskerk, die tussen 1200 en 1240 op de plaats van een ouder godshuis werd gebouwd. Op basis van het patrocinium van de heilige Mauritius gaat men uit van een vroege kerkbouw in Heimersheim.
In het jaar 1555 leed de kerk door een brand grote schade. Tijdens de Keulse Oorlog plunderden in 1588 Spaanse troepen de plaats. Ook in de Dertigjarige Oorlog, als eerst Zweedse troepen en vervolgens keurvorstelijke manschappen de stad veroveren, werd de kerk in het ongeluk meegesleept.
De Mauritiuskerk werd in de jaren 1960-1961 aan de westelijke zijde vergroot met nieuwbouw.

## Beschrijving

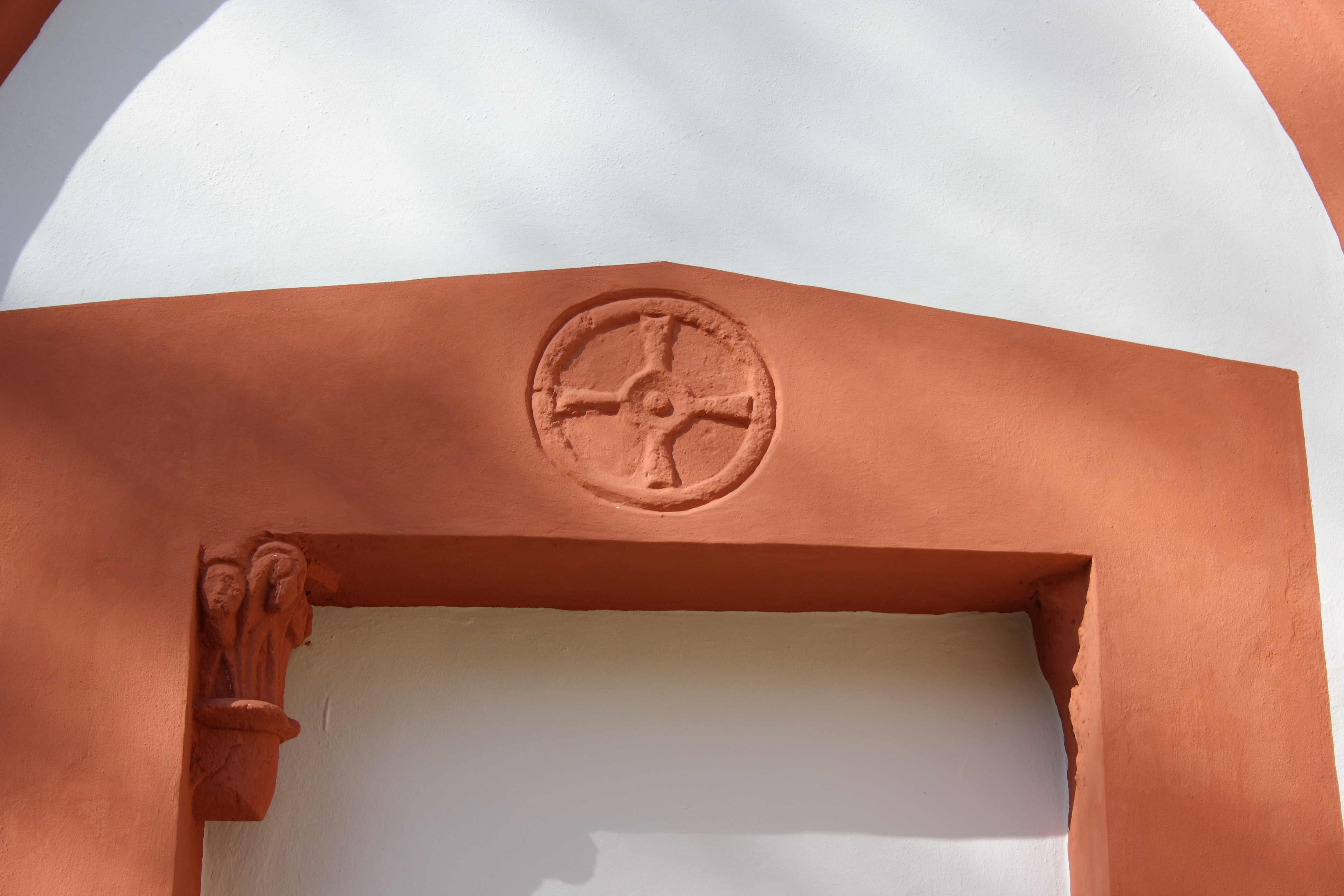
Dichtgemetseld portaal met kruis en dierkapiteel

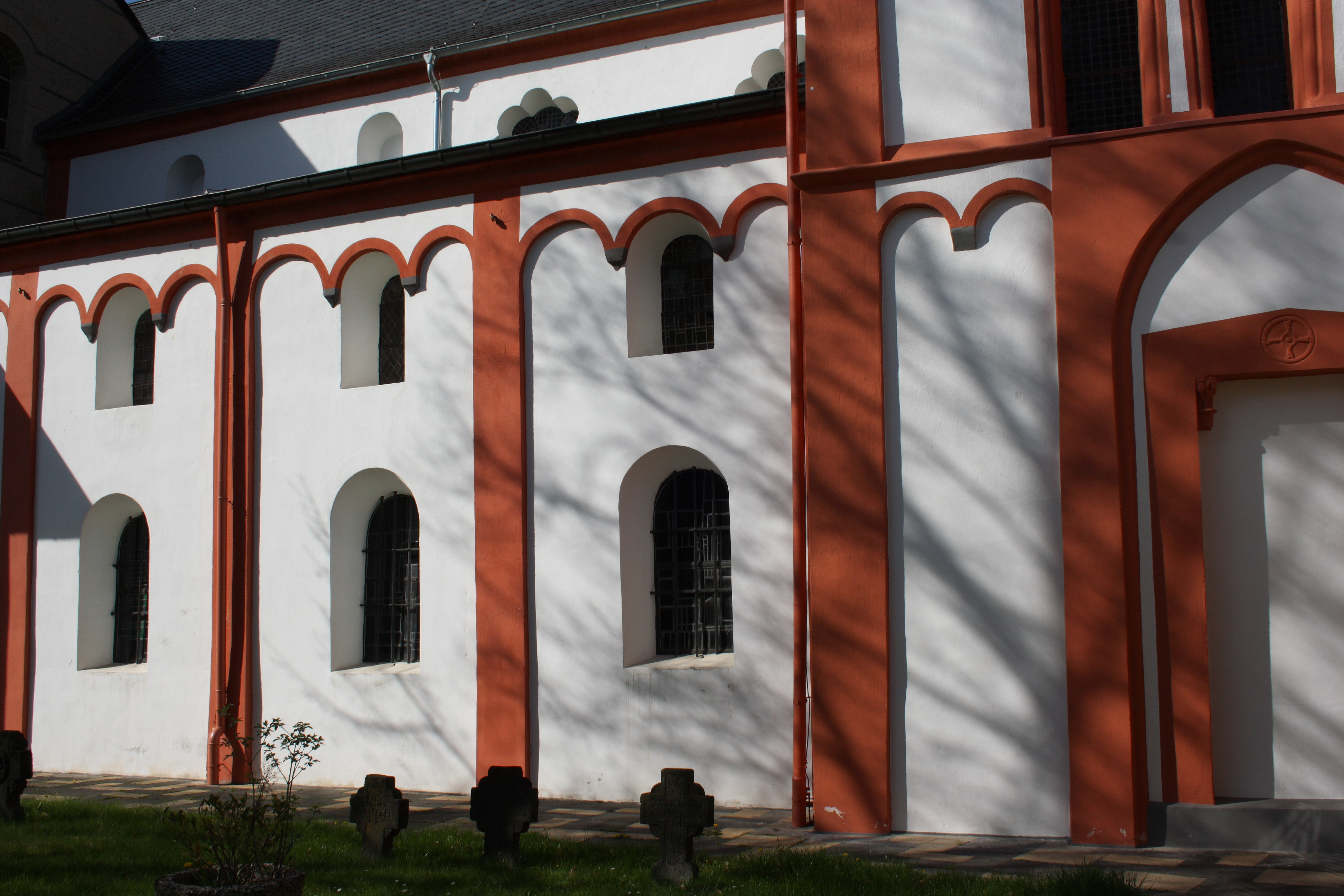
Zuidelijke gevel

### Architectuur
Lisenen en rondboogfriezen bepalen het aanzien van de buitenkant van de kerk. Boven de viering verheft zich een achthoekige toren, die eindigt in een krans van acht puntgevels en wordt bekroond door een achtzijdige spits. Aan de zuidzijde bevindt zich een dichtgemetseld portaal met een spitsboog. Boven de latei werd een cirkel met daarbinnen een Grieks kruis gekerfd. Onder de latei bevindt zich in de linkerhoek een kapiteel met een dier. Vermoedelijk zijn deze delen afkomstig uit een oudere bouw. De kerk is geschilderd in de oorspronkelijke kleurstelling.
Het kerkschip bestaat uit drie beuken en is verdeeld in vier traveeën. Over de beide zijschepen zijn verdiepingen gebouwd, die door een dubbele bogengalerij van het middenschip worden gescheiden. Het transept van de kerk overtreft amper de breedte van het schip. Het rechthoekige koor eindigt met een 5/10 koorsluiting.

### Inrichting
- Twee deelvensters van de drie tweelingvensters in het koor zijn als 13e-eeuws gedateerd. Op de rechter helft van het middelste tweelingvenster prijkt onder het wapen van de burggraaf van Landskron. De scènes daarboven zijn aan de Verkondiging, de Geboorte, de Kruisiging, de Opstanding en de Hemelvaart van Christus gewijd. Het rechter deelvenster van het linker tweelingvenster verbeeldt een bisschop, de heilige Catharina, twee ridders, Sint-Joris en de heilige Mauritius. Tijdens de restauratie van de kerk werden de vensters tijdelijk verwijderd.
- Het hoogaltaar uit 1555 van albast met een reliëf waarop Christus het kruis draagt werd door aartsbisschop Lothar von Metternich geschonken ter nagedachtenis aan zijn ouders.
- Een epitaaf (circa 1550) is voorzien van een ridder in vol ornaat. Mogelijk stelt het Hermann Quadt von Landskron voor, die in het jaar 1539 stierf.